# Iwan Rybczik
Iwan Siarhiejewicz Rybczik, błr. Іван Сяргеевіч Рыбчык, ros. Иван Сергеевич Рыбчик – Iwan Siergiejewicz Rybczik (ur. 17 sierpnia 1994 w Mińsku) – białoruski hokeista.

## Kariera
- HK Szachcior 2 Soligorsk (2011-2014)
- HK Szachcior Soligorsk (2012-2014)
- Dynama-Szynnik Bobrujsk (2014-2015)
- Kułagier Pietropawłowsk (2015-2016)
- HK Temyrtau (2016)
- Kułagier Pietropawłowsk (2016-2017)
- HK Zemgale (2017-2018)
- Junost' Mińsk (2018)
- HK Zemgale (2018-2019)
- Donbas Donieck (2019)
- Olimp Ryga (2020)
- HK Zemgale (2020)
- Zagłębie Sosnowiec (2020-2021)
- Dunaújvárosi Acélbikák (2021-2022)
- FPS (2022)
- Dunaújvárosi Acélbikák (2023-)

Od 2011 do 2014 przez trzy sezony występował w zespole rezerwowym Szachciora Soligorsk w II lidze białoruskiej, epizodycznie grając w tym czasie w seniorskiej drużynie w ekstralidze białoruskiej. Następnie przez rok grał w barwach drużyny Dynama-Szynnik Bobrujsk, stanowiącej zaplecze klubu HK Szynnik Bobrujsk, w juniorskich rozgrywkach rosyjskich MHL. Następnie był zawodnikiem klubów ligi kazachskiej, której edycję 2015/2016 rozpoczął w Kułagierze Pietropawłowsk, skąd w lutym 2016 przeszedł do HK Temyrtau, a po zakończeniu sezonu powrócił do Kiłagiera i rozpoczął kolejną edycję 2016/2017. W jego trakcie, w lutym 2017 przeszedł do łotewskiej drużyny HK Zemgale. Od czerwca 2018 zawodnik Junosti Mińsk. Pod koniec października 2018 ponownie przeszedł do zespołu HK Zemgale. W sierpniu 2019 przeszedł do Donbasu Donieck. Zwolniony stamtąd na początku grudnia 2019. Pod koniec stycznia 2020 został zawodnikiem Olimpu Ryga. Pod koniec września 2020 po raz kolejny został graczem HK Zemgale. Pod koniec listopada 2020 ogłoszono jego transfer do Zagłębia Sosnowiec. Po sezonie 2020/2021, mimo pierwotnego odejścia z klubu, przedłużył kontrakt. W październiku 2021 został zwolniony i przeszedł do węgierskiego zespołu Dunaújvárosi Acélbikák. Pod koniec lutego 2022 został zaangażowany przez fiński klub FPS. W sezonie 2022/2023 początkowo nie wystąpował, a w styczniu 2023 trafił ponownie do Dunaújvárosi Acélbikák.
W barwach Białorusi uczestniczył w turnieju mistrzostw świata do lat 20 edycji 2014 (Dywizja I).

## Sukcesy
Klubowe
- Puchar Kazachstanu: 2016 z Kułagierem Pietropawłowsk
- Brązowy medal mistrzostw Łotwy: 2017 z HK Zemgale
- Srebrny medal mistrzostw Łotwy: 2018 z HK Zemgale

Indywidualne
- Latvijas Virslīga (2017/2018)[18][19]:
  - Pierwsze miejsce w klasyfikacji strzelców w sezonie zasadniczym: 14 goli
  - Pierwsze miejsce w klasyfikacji strzelców w fazie play-off: 9 goli
  - Pierwsze miejsce w klasyfikacji kanadyjskiej w fazie play-off: 10 punktów
  - Najlepszy napastnik sezonu